# Erich Röper (Jurist)
Erich Renatus Georg Röper (* 27. April 1939 in Hamburg; † 22. Juli 2024 in Bremen) war ein deutscher Jurist, Politiker und Professor. Er ist bekannt für seine langjährige Tätigkeit in der CDU-Fraktion der Bremischen Bürgerschaft, seine Rolle als Lehrbeauftragter am Zentrum für Europäische Rechtspolitik an der Universität Bremen und am Institut für Politikwissenschaft der Universität Münster.

## Leben
Nach dem Abitur 1958 am Wilhelm-Gymnasium in Hamburg begann Erich Röper sein Jurastudium an der Universität Hamburg und setzte es an der Universität Würzburg fort, wo er 1962 die erste juristische Staatsprüfung ablegte. 1967 wurde er an der Universität Würzburg zum Dr. iur. utr. promoviert.
Von 1967 bis 1971 war Röper als Referent für gesellschaftspolitische Entwicklungshilfemaßnahmen im Institut für Internationale Solidarität der Konrad-Adenauer-Stiftung tätig. Ab 1971 war er Referent der CDU-Fraktion der Bremischen Bürgerschaft und ab 1976 Geschäftsführer der CDU-Fraktion, eine Position, die er bis 1997 innehatte. Von 1997 bis 2006 arbeitete er als wissenschaftlicher Referent im Zentrum für Europäische Rechtspolitik an der Universität Bremen und erhielt ab 2003 einen Lehrauftrag an der Hochschule Bremen. 1999 wurde Röper zum Honorarprofessor am Institut für Politikwissenschaft der Universität Münster ernannt.

## Familie
Erich Röper stammte aus einer großen Familie und wuchs mit Halbgeschwistern sowie leiblichen Brüdern auf. Sein Vater war Erich Richard Hubert Röper (1884–1957), ein bekannter Nervenarzt und Politiker, seine Mutter Anita Röper, geb. Hildebrandt (1908–1993), war Theologin.
Röper war seit 1967 mit Gisela Röper, geborene Hoffmann-Axthelm (1938–2019) verheiratet. Das Ehepaar hat drei Kinder und lebte in Bremen.
Sein Schwiegervater war Walter Hoffmann-Axthelm (1908–2001), ein deutscher Facharzt für Mund-, Kiefer- und Gesichtschirurgie, Hochschullehrer und Medizinhistoriker.
Erich Röper starb am 22. Juli 2024 im Alter von 85 Jahren in Bremen.

## Schriften (Auswahl)

### Bücher (Auswahl)
- Geteiltes China – eine völkerrechtliche Studie, von Hase & Koehler Verlag, Mainz 1967.
- Rechtsschutz für sozial Schwache, Otto Schmidt-Verlag, Köln 1976.
- Die Schule und ihr Auftrag (Hrsg.), von Hase & Koehler Verlag, Mainz 1979.
- Beiträge zur Inneren Sicherheit (Hrsg.), Hermann Ehlers-Stiftung, Kiel 1987.
- Parlamentarier und Parlament – Konflikte in modernen Volksvertretungen, Band 43 der Beiträge zum Parlamentsrecht, Duncker & Humblot-Verlag, Berlin 1998.

### Buchaufsätze (Auswahl)
- Die Hansestädte haben ihre besonderen Aufgaben, in Neugliederung des Bundesgebietes, hrsgg. von der Bundeszentrale für politische Bildung, Osang Verlag, Bad Honnef 1973, S. 48–50, zuvor in Das Parlament, 15. September 1973, S. 7.
- Zur Geschichte des Rechtsradikalismus in Deutschland, in: Rechtsextremismus und Gewalt in Mecklenburg-Vorpommern und Rostock, Rostock 1993, S. 8–13.
- Parlamentarische Behandlung von Bürgeranträgen/Volksinitiativen, in Reinhard Bockhofer (Hrsg.): Mit Petitionen Politik ver-ändern, Nomos-Verlag, Baden-Baden 1999, S. 178–188.
- Grundsätze für ein Petitionsrecht des 21. Jahrhunderts in Bund und Ländern, in: Reinhard Bockhofer (Hrsg.): Demokratie wagen – Petitionsrecht ändern, Donat-Verlag, Bremen 2004, S., 118–125.
- DDR-Verwaltungsentscheidungen haben Bestand, Deutschland Archiv 2007, 397–400.
- Grundrechtsträger und Reichweite von Artikel 17 des Grundgesetzes, in: Petitionen, Anhörung der PDS-Fraktion am 18. September 2000, S. 11–17.

### Gutachten (Auswahl)
- Geteiltes China – eine völkerrechtliche Studie. Mainz 1967, OCLC 576484210.
- Rechtsschutz für sozial Schwache. Köln 1976, ISBN 3-504-44001-5.
- als Herausgeber: Beiträge zur inneren Sicherheit. Kiel 1987, OCLC 246767541.
- Parlamentarier und Parlament. Konflikte in modernen Volksvertretungen. Berlin 1998, ISBN 3-428-09143-4.

### Zeitschriftenaufsätze (Auswahl)
- Der Student neben der Gesellschaft, nobis, Mainz 7/1963, S. 15
- Ist der Angestellte ein Statuszwitter zwischen den Arbeitern und Beamten?, KoPo 1970, 241–242
- Prüfstein Berlin, Der Moskauer Vertrag und das Viermächterecht, Die Politische Meinung 3/1970, S. 21–35
- Gemeindeorgane und ihre Aufgaben, Die Entscheidung, Bonn 25. März 1971, S. 15
- Freier Zugang zum Wasser auch in Bremen, KoPo 1972, 9–10
- Antworten auf Fragen nach der Zukunft sind nie endgültig – auch nicht in China, Deutschland-Archiv 1972, 703–705
- Nationalchinas Kampf gegen die Isolierung, APuZ 29/73, S. 14–30
- Die Frau und die Familie, Die Entscheidung, Bonn 10. Oktober 1973, S. 24–25
- Über die Notwendigkeit von Landesdatenschutzgesetzen, DVBl. 1974, 836–838
- Änderung von Art. 29 GG, verfassungswidriges Verfassungsrecht, DVBl. 1975, 810–813
- Die Bremer Bürgerschaftswahl vom 28. September 1975, ZParl 1975, 509–526
- Die Mauer in westdeutschen Köpfen bei der Bundeszentrale für politische Bildung, 21. Februar 2015.